# Napoleon (Dakota del Nord)
Napoleon és una població dels Estats Units a l'estat de Dakota del Nord. Segons el cens del 2000 tenia 857 habitants.

## Demografia
Segons el cens del 2000, Napoleon tenia 857 habitants, 367 habitatges, i 238 famílies. La densitat de població era de 238,1 hab./km².
Dels 367 habitatges en un 22,3% hi vivien nens de menys de 18 anys, en un 58% hi vivien parelles casades, en un 4,9% dones solteres, i en un 35,1% no eren unitats familiars. En el 31,6% dels habitatges hi vivien persones soles el 19,3% de les quals corresponia a persones de 65 anys o més que vivien soles. El nombre mitjà de persones vivint en cada habitatge era de 2,24 i el nombre mitjà de persones que vivien en cada família era de 2,82.
Per edats la població es repartia de la següent manera: un 22,1% tenia menys de 18 anys, un 3,7% entre 18 i 24, un 18,7% entre 25 i 44, un 22,3% de 45 a 60 i un 33,3% 65 anys o més.
L'edat mediana era de 50 anys. Per cada 100 dones de 18 o més anys hi havia 85,6 homes.
La renda mediana per habitatge era de 28.167 $ i la renda mediana per família de 36.042 $. Els homes tenien una renda mediana de 28.036 $ mentre que les dones 20.000 $. La renda per capita de la població era de 16.208 $. Entorn del 5,9% de les famílies i el 8,8% de la població estaven per davall del llindar de pobresa.

## Poblacions més properes
El següent diagrama mostra les poblacions més properes.